# Lot (personaj biblic)
Lot (arabă: لوط, Lūṭ ; Ebraică: לוֹט) este un personaj biblic, nepotul lui Avraam, fiind fiul Haran, fratele lui Abraham. 
El a fost salvat de distrugerea cetății Sodoma de către doi Îngeri, care au venit la el și l-au prevenit cu privire la distrugerea Sodomei și Gomorei. A fugit cu soția și cele două fiice ale sale spre Țoar, dar soția sa a privit înapoi spre Sodoma, împotriva sfatului îngerilor, și a fost prefăcută într-un stâlp de sare (facerea 19:15-26).
Plecând din Țoar, Lot s-a adăpostit cu cele două fiice ale sale într-o peșteră. Fiicele lui, neavând bărbat, l-au îmbătat pe Lot și s-au culcat cu el. În urma acestui incest, cea mare a născut pe Moab, tatăl moabiților, iar cea mică a născut pe Ben-Ammi, tatăl ammoniților (Facerea 19:30-38).
Lot este considerat a fi strămoșul iordanienilor de astăzi.